# Peter Žulj
Peter Žulj (ur. 9 czerwca 1993 w Wels) – austriacki piłkarz pochodzenia chorwackiego występujący na pozycji pomocnika w węgierskim klubie Fehérvár FC, do którego jest wypożyczony z İstanbul Başakşehir.

## Życiorys

### Kariera klubowa
W czasach juniorskich trenował w FC Wels, Red Bull Salzburg, Fußballakademie Linz i Rapidzie Wiedeń. W latach 2010–2014 był piłkarzem rezerw Rapidu. Był wypożyczany do SKU Amstetten, SV Grödig i TSV Hartberg. 31 stycznia 2014 został piłkarzem Wolfsbergera AC. W Bundeslidze zadebiutował 8 lutego 2014 w wygranym 3:2 meczu z Wackerem Innsbruck. 28 sierpnia 2015 odszedł do Admiry Wacker Mödling. W latach 2016–2017 był zawodnikiem SV Ried. 1 lipca 2017 trafił do Sturmu Graz. W sezonie 2017/2018 zdobył wraz z klubem puchar kraju. Został również wybrany najlepszym piłkarzem ligi.
16 stycznia 2019 podpisał trzyipółletni kontrakt z belgijskim klubem RSC Anderlecht. W 2021 był z niego wypożyczony do Göztepe SK. Następnie przeszedł do İstanbul Başakşehir. W 2022 został wypożyczony do Fehérvár FC.

### Kariera reprezentacyjna
W reprezentacji Austrii zadebiutował 27 marca 2018 w wygranym 4:0 towarzyskim spotkaniu z Luksemburgiem. Do gry wszedł w 81. minucie, zastępując Floriana Grillitscha. W 84. minucie zanotował asystę przy golu Louisa Schauba.

### Życie prywatne
Jest bratem Roberta Žulja, również piłkarza.